# Châteaux d'Oberhof
Pour les articles homonymes, voir Oberhof.
L'Oberhof, ancien château ou petit château est un ancien palais épiscopal situé sur la commune de Saverne dans le Bas-Rhin.
L'Oberhof fait l’objet d’une inscription au titre des monuments historiques depuis le 21 avril 1934.

## Histoire
L'histoire de l'Oberhof est fortement liée à celle du château bas, le « Slos », actuel château des Rohan.
Les deux châteaux ont été construits à l'intérieur des murs de la ville haute. Ils ont tous les deux servi de résidence aux évêques de Strasbourg.
En 1417, l'évêque Guillaume de Diest, chassé de Strasbourg, fait de Saverne le siège administratif de son évêché et y fixe sa résidence principale.
L’évêque Guillaume III de Hohenstein entreprend des travaux de jonction entre les deux châteaux. L'ensemble est transformé en un château de style Renaissance.
Durant la guerre de Trente Ans, le château est fortement endommagé. Le prince-évêque François-Egon de Fürstenberg  reconstruira le « Slos », sous forme d'un palais qu'il fait agrandir entre 1667 et 1670.
Quant à l'Oberhof, il est partiellement démoli en 1680, lors de la construction de la Régence épiscopale, aujourd'hui sous-préfecture. 

## Galerie d'images

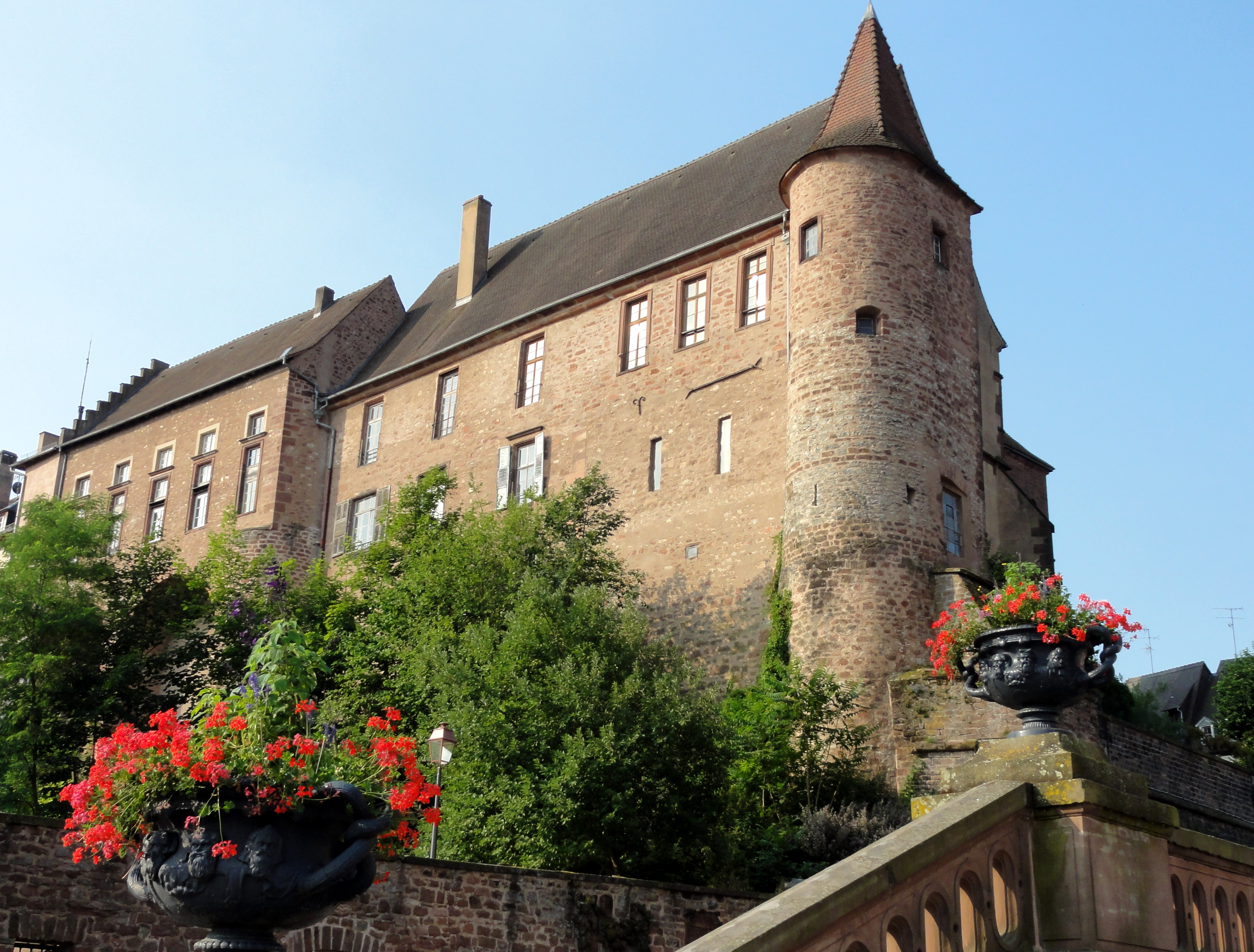
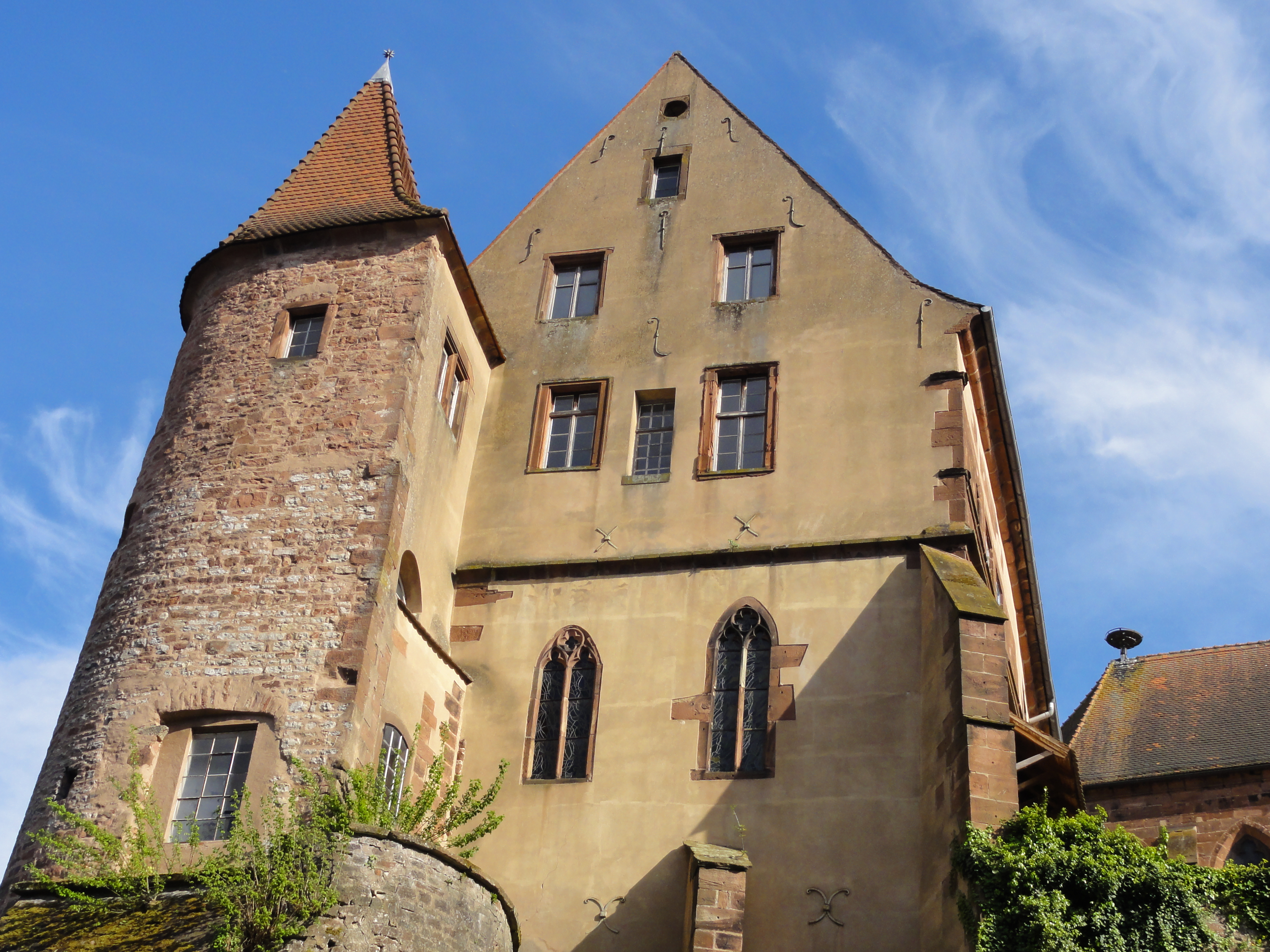
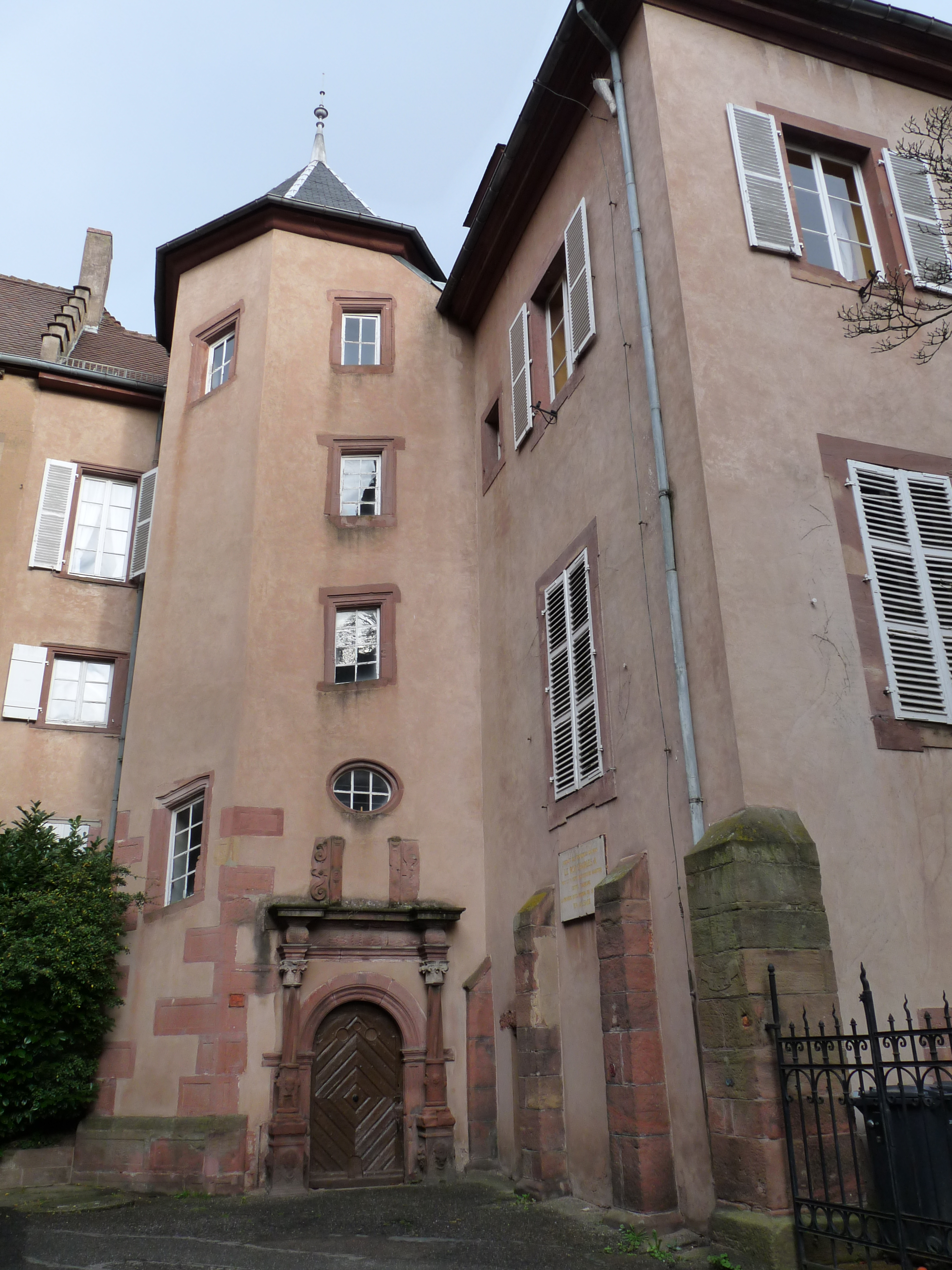
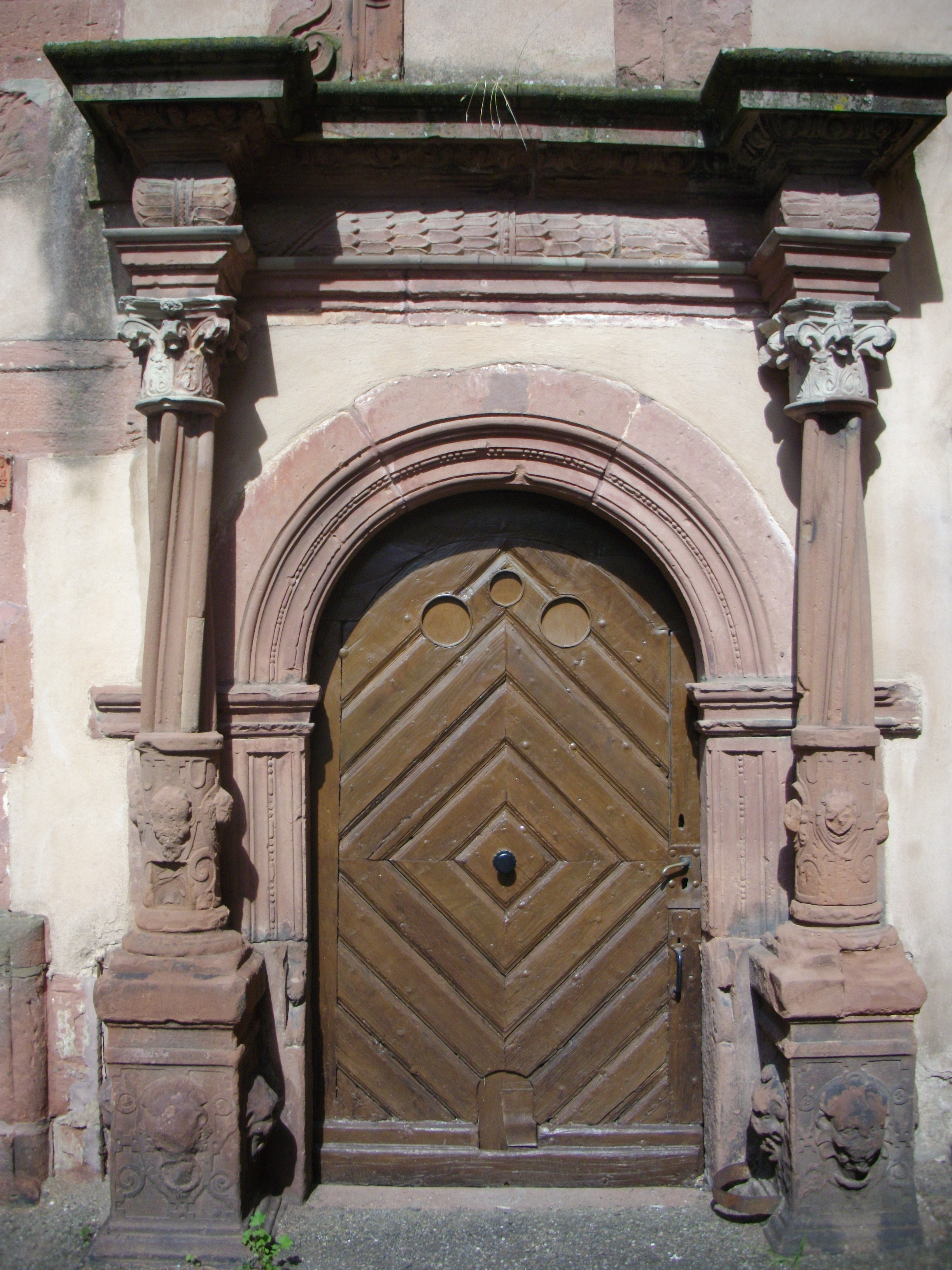
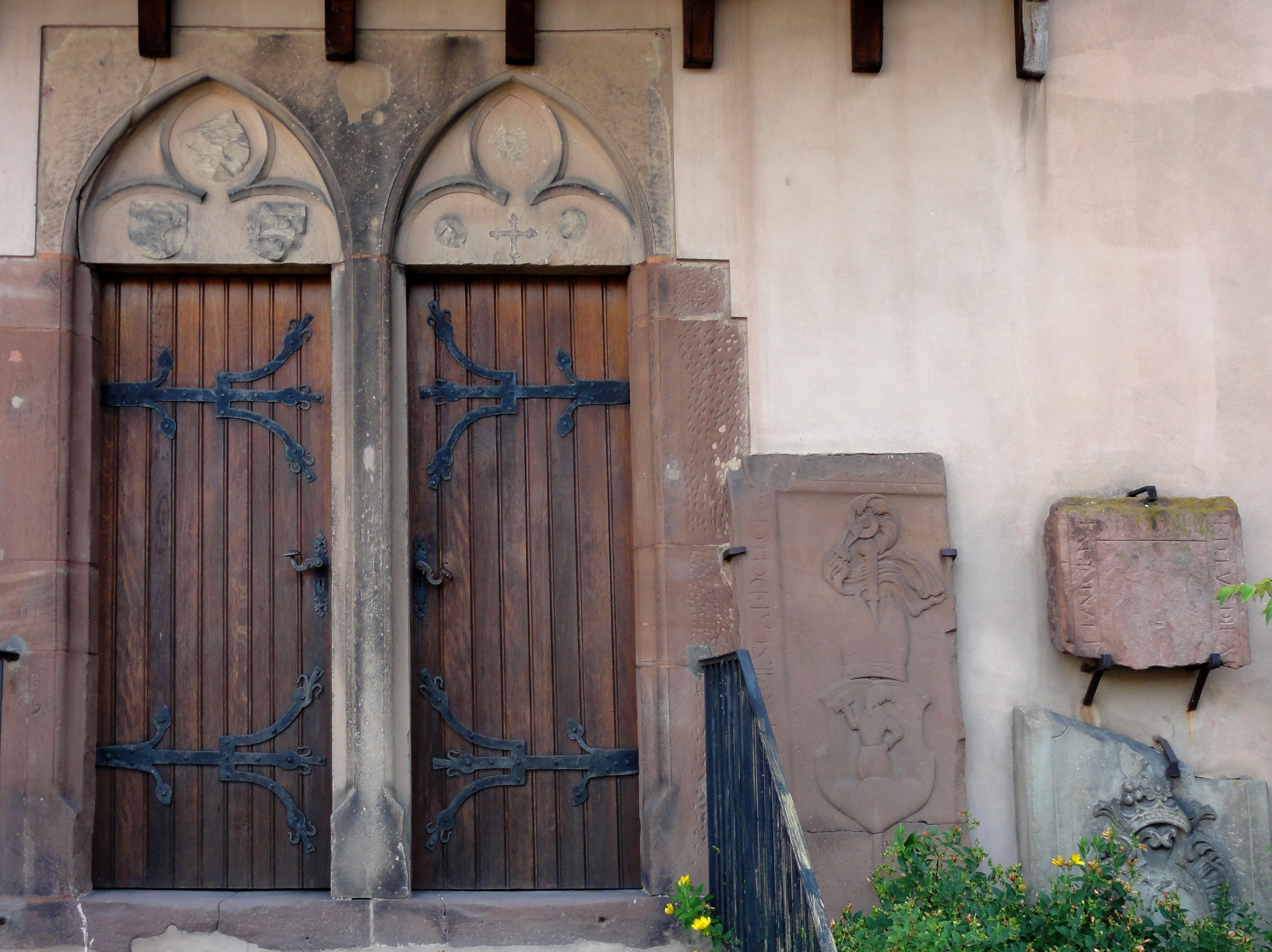
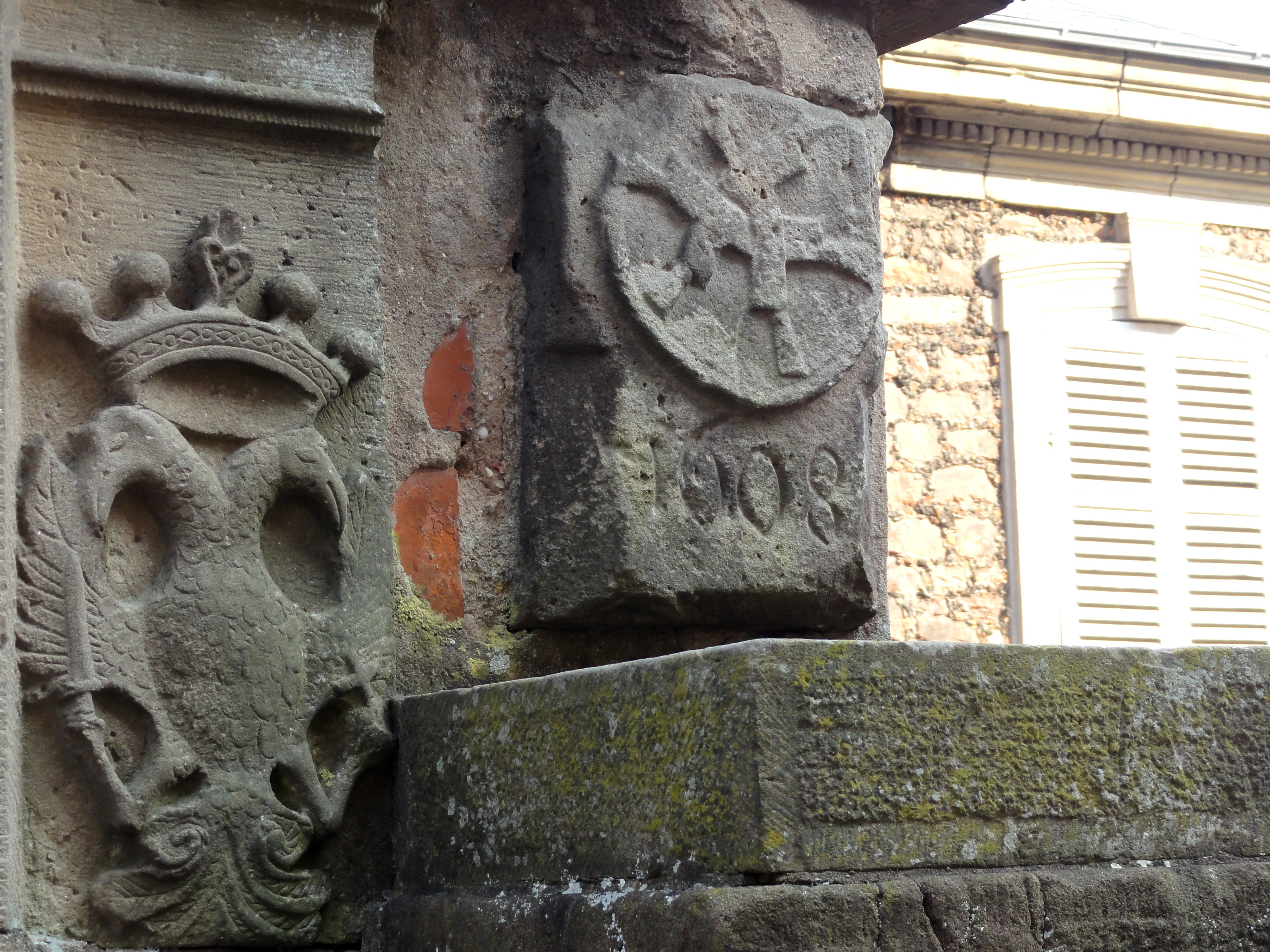
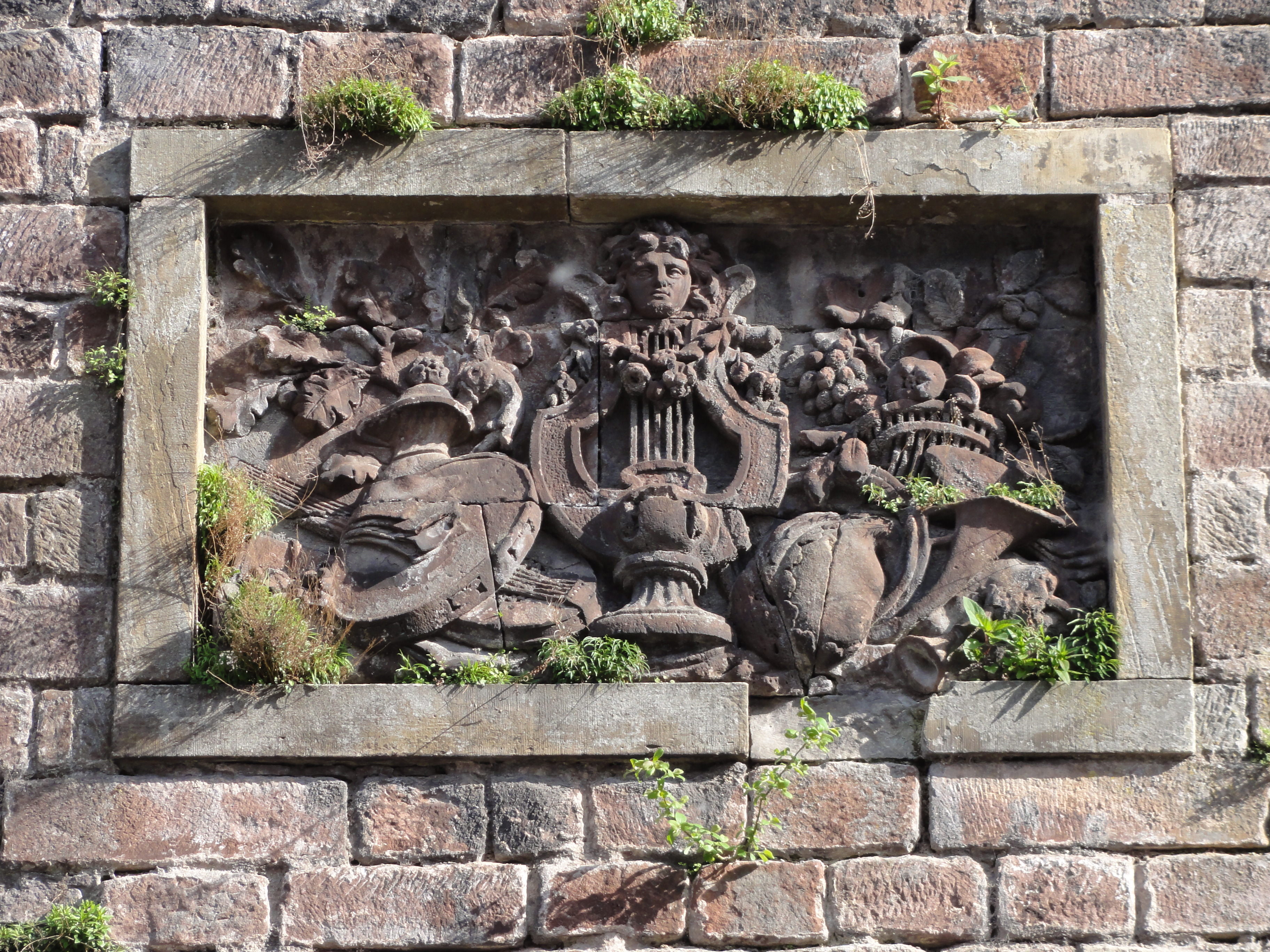